# BDT-vatten

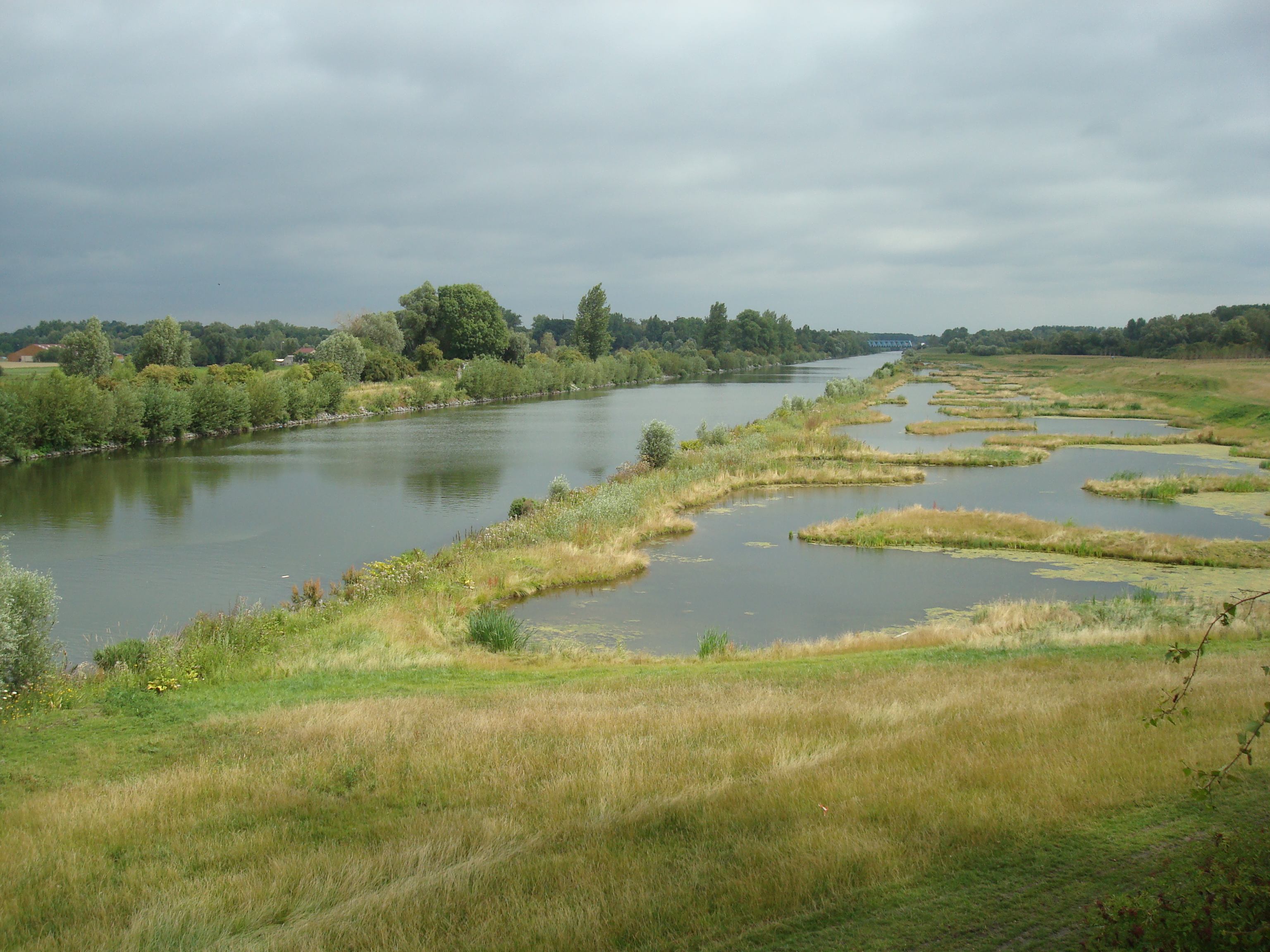
BDT-vatten renas i en anlagd våtmark invid floden Schelde i norra Frankrike.

BDT-vatten betyder avloppsvatten från bad, disk och tvätt. Detta kallas även gråvatten och har normalt sett stor volym, men ringa belastning om man undantar fosfat från tvål och tvättmedel. BDT-vatten kan renas separat med enklare metoder, till exempel genom slamavskiljning och avloppsinfiltration. För det mesta blandas dock BDT-vatten med starkt belastat avloppsvatten från toalett (klosettvatten), vilket ger så kallat blandat avloppsvatten, även kallat svartvatten. 

## Olika exempel

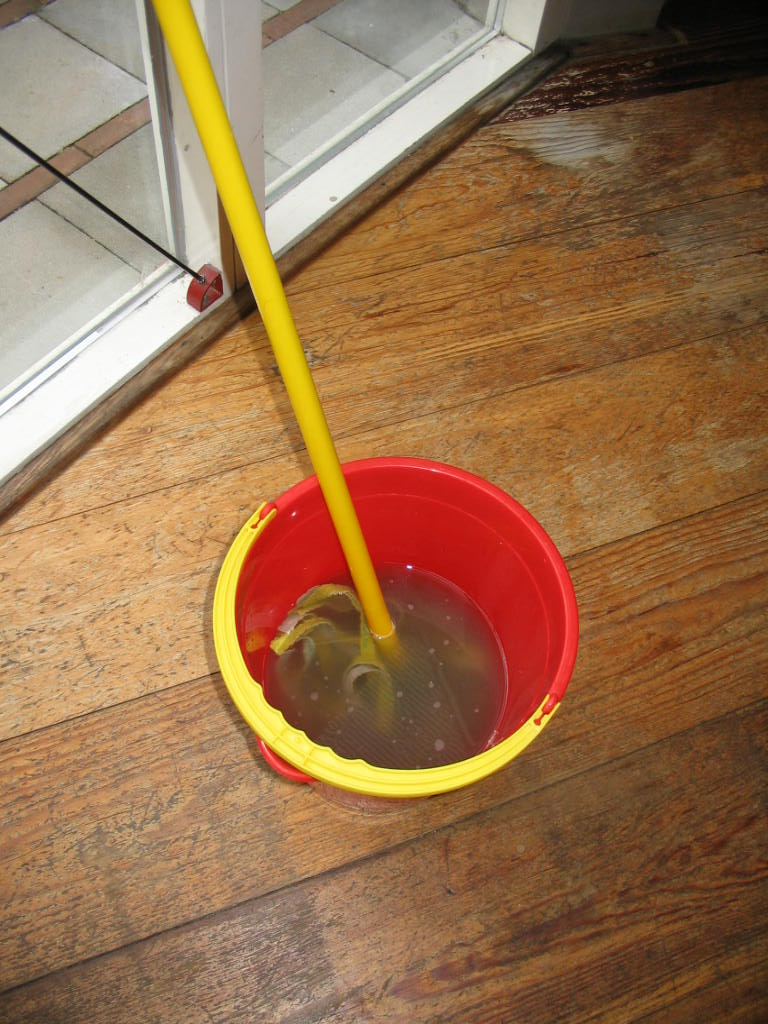
BDT-vatten kan man få vid rengöring av golv.
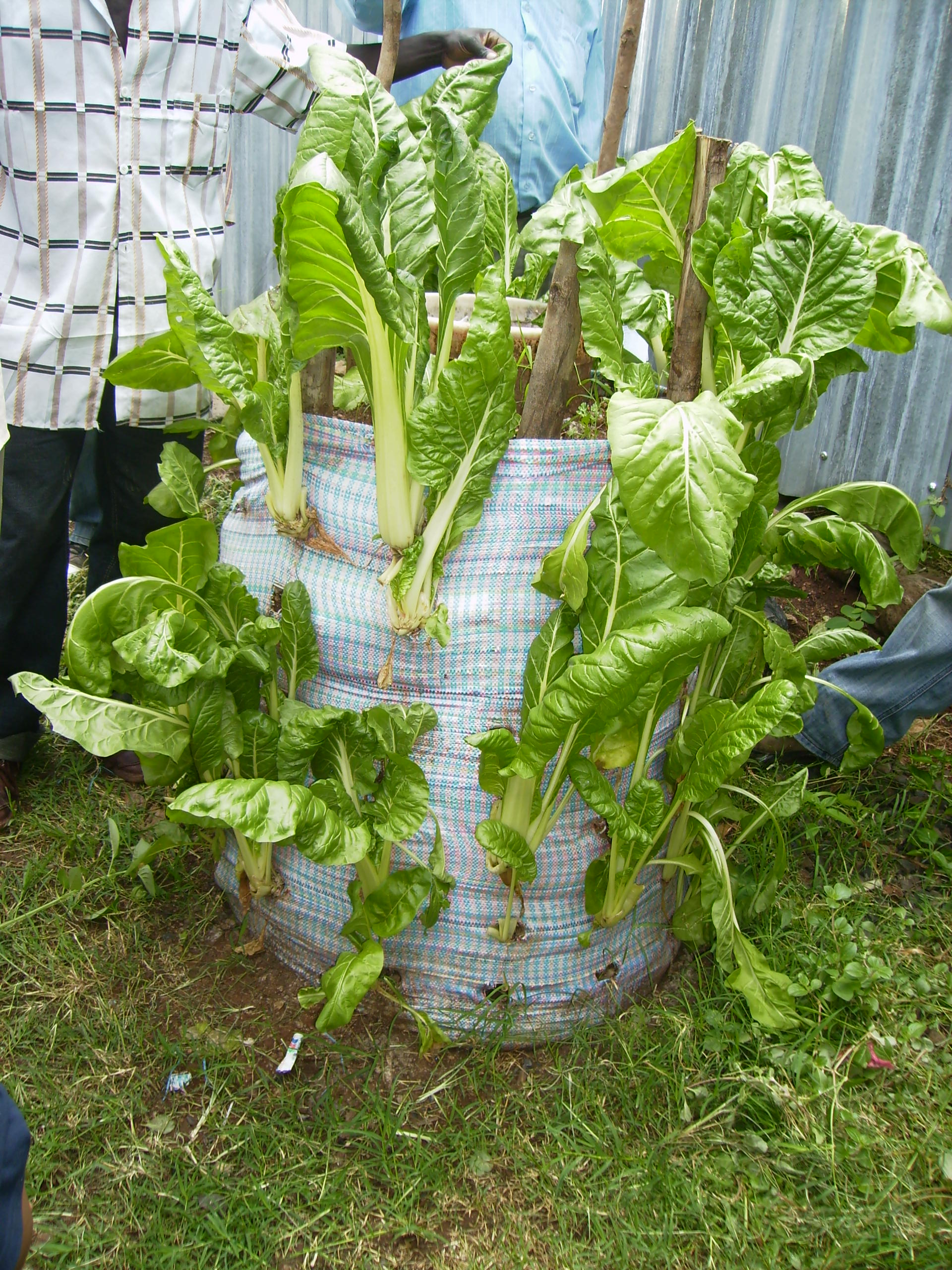
"Torn" för filtrering av BDT-vatten i Arba Minch, Etiopien.
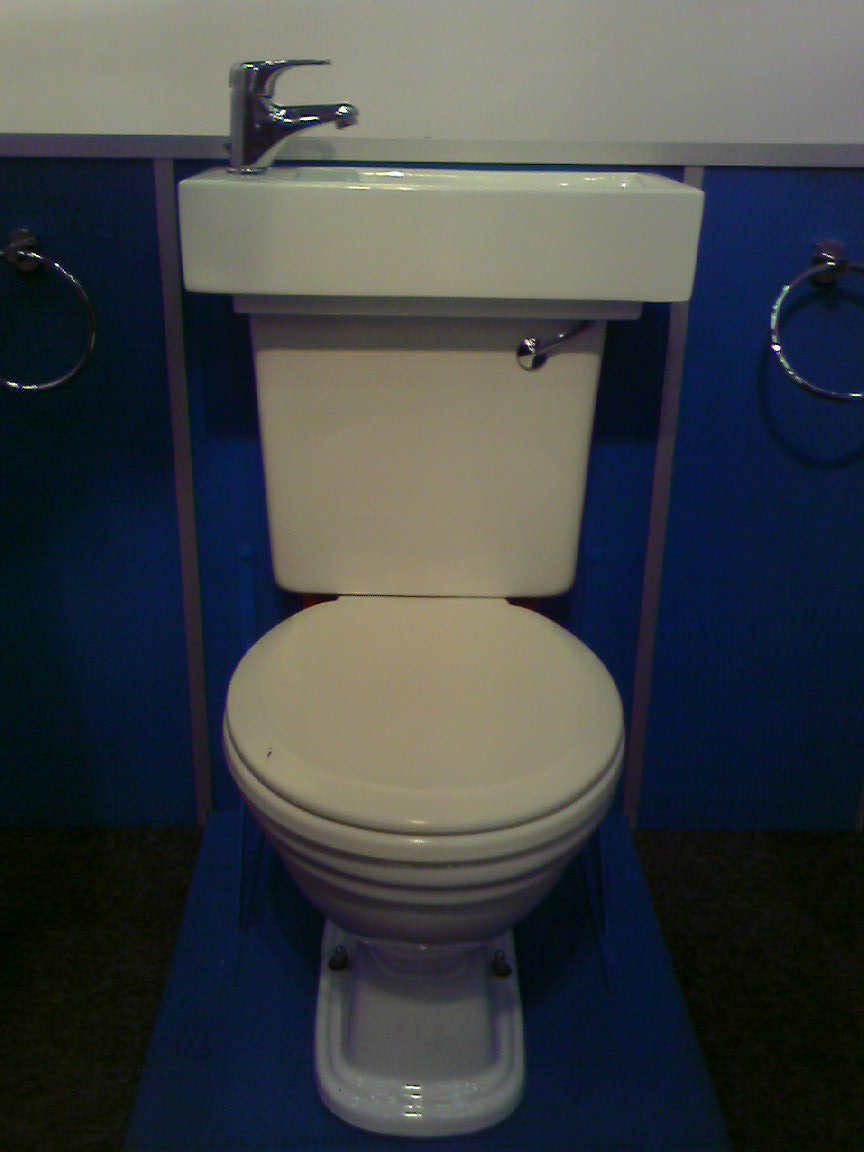
BDT-vatten kan användas till att spola toaletten.